# Omphale metallica
Omphale metallica är en stekelart som beskrevs av Christer Hansson 1997. Omphale metallica ingår i släktet Omphale och familjen finglanssteklar. Inga underarter finns listade i Catalogue of Life.